# Haitham bin Tariq Al Said
Haitham bin Tariq Al Said (Arabisch: هيثم بن طارق السعيد) (Muscat, 13 oktober 1954) is de sultan van Oman sinds 11 januari 2020. Hij is een neef van zijn voorganger Qaboes bin Said Al Said, die een dag eerder overleed.

## Levensloop
Haitham volgde aan de Universiteit van Oxford een studie op het gebied van diplomatie. Hij was secretaris-generaal van het ministerie van Buitenlandse Zaken en daarna achttien jaar lang minister voor Erfgoed en Cultuur. Hij bekrachtigde Omans toetreding tot het VN-verdrag tegen foltering en de internationale verdragen inzake economische, sociale en culturele rechten en de bescherming van eenieder tegen gedwongen verdwijning. Hij paste ook de grondwet aan teneinde vrijheid van meningsuiting en godsdienst voor burgers te garanderen.
In 2021 vaardigde Haitham een decreet uit waarmee de machtsoverdracht formeel werd geregeld: de oudste zoon van een sultan volgt hem op. Hiermee werd Haithams zoon Sayyid Theyazin de eerste kroonprins van het land.